# Bassianae

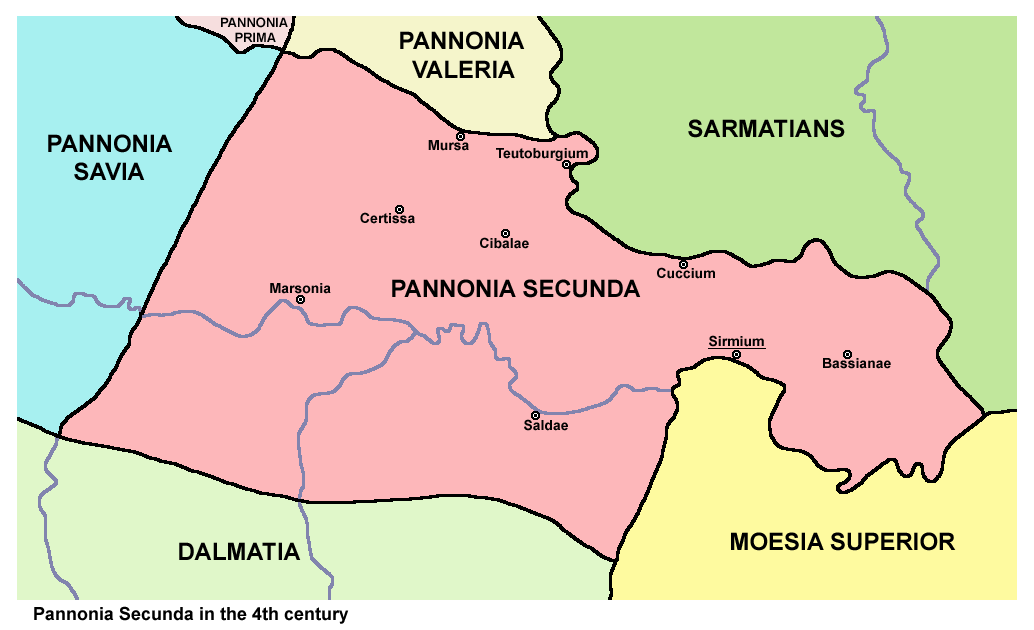
Bassianae în cadrul provinciei Pannonia Secunda.

Bassianae sau Bassiana (sârbă: Basijana sau Басијана) a fost un oraș antic roman din Pannonia (în prezent, regiunea Sirmia în provincia Voivodina, Serbia). Aceasta este localiztă în prezent în aproprierea satului Donji Petrovci în municipalitatea Ruma, găsindu-se pe drumul ce leagă Sirmium și Singidunum. Bassianae a fost al doilea cel mai mare oraș din Sirmia, după Sirmium.

## Istorie
Bassianae a fost fondată ca un civitas autonom din secolul I și a existat până în secolul al VI-lea. A obținut statutul de municipiu în 124 d.Hr., ca în 214 să fie înregistrată ca o colonie. Inițial, orașul a fost parte a provinciei Pannonia, dar din cauza divizării ulterioare ale acestei provincii, Bassianae a fost inclus în Pannonia Inferior (secolul al II-lea), iar mai târziu în Pannonia Secunda (secolul al III-lea). Aceasta a fost una dintre cele mai importante orașe din provincia Pannonia. În secolul al IV-lea, a fost întemeiată o episcopie creștină.
La mijlocul secolului al V-lea, orașul a fost cucerit de huni. În 468, Dengizich, fiul lui Attila, a devastat Bassianae, dar a suferit o înfrângere majoră după ce a încercat să-l captureze în timpul războaielelor huno-ostrogote, regele germanic Valamir ieșind victorios. Pentru mai multe decenii, regiunea a fost scena luptelor dintre huni, ostrogoți, gepizi și lombarzi. În 510, tratatul dintre Imperiul Roman de Răsărit și ostrogoți a împărțit regiunea Sirmia între cele două țări, iar Bassianae a revenit bizantinilor. Când Imperiului Roman de Răsărit a reușit să captureze Sirmium, după înfrângerea gepizilor, și noua provincie Panonia a fost stabilită. În a doua jumătate a secolului al VI-lea, întreaga regiune Sirmia a fost cucerit de avari.

## Legături externe
sr  Despre Bassianae